# Tauere
Tauere is een atol in de eilandengroep van de Tuamotuarchipel (Frans-Polynesië). Het atol behoort tot de gemeente Hao. In 2017 was het eiland niet permanent bewoond. 

## Geografie
Tauere ligt 85 km ten noordwesten van Hao en 810 km ten oosten van Tahiti. Het is bijna vierkant atol met een lengte van 7,5 km. Het landoppervlak bedraagt 2 km². Het wateroppervlak van de lagune is 6,25 km².

## Geschiedenis
De eerste Europeaan die melding maakte van het eiland is de Spaanse zeevaarder Domingo de Boenechea in 1769. In de negentiende eeuw werd het eiland territoriaal bezit van Frankrijk. Er woonde toen ongeveer 30 mensen die waren de onderdanen van stamhoofd op het atol Amanu. De aanplant en winning van kopra werd toen een belangrijke economische activiteit. 

## Ecologie
Op het eiland komen 37 vogelsoorten voor waaronder zes soorten van de Rode Lijst van de IUCN waaronder de phoenixstormvogel (Pterodroma alba) en de endemische tuamotujufferduif (Ptilinopus coralensis) en zuidzeewulp (Numenius tahitiensis).